# Levante de Soweto

Antoinette Sithole e Mbuyisa Makhubo carregando Hector Pieterson, baleado e morto por policiais, durante um protesto pacífico ocorrido em 16 de junho de 1976 na África do Sul, Soweto.

O Levante de Soweto foi um dos mais sangrentos episódios de rebelião negra desde o início da década de 1960, desencadeado pela repressão policial à passeata, em 16 de junho de 1976, de protesto contra a inferioridade das "escolas negras" na África do Sul. Estima-se que havia entre 15 000 a 20 000 estudantes no protesto.
A manifestação pacífica — os estudantes, cantando, marchavam por Soweto (subúrbio negro em Johanesburgo) em direção a um estádio aberto, onde fariam um comício — foi alvo de uma bomba de gás lacrimogêneo por um policial, para, em seguida, ser atingida por disparos das tropas de choque munidas de armas automáticas. O número de pessoas mortas oficialmente é de 95, mas normalmente é dito que foram 176, mas há estatísticas que foram 700. Um dos mortos foi o estudante Hector Pieterson, aos 13 anos de idade, que se tornou símbolo do massacre.
Em memória desta data, a então OUA instituiu em 1991 o Dia da Criança Africana.

## Causas
O sistema segregacionista sul-africano, instituído no final dos anos 1940, forçava os negros a pagar para frequentar escolas com classes superlotadas e professores sem qualificação adequada, ou mesmo inferior, enquanto a educação para os brancos era gratuita.
Em 1975, o governo decretou a obrigatoriedade do ensino no idioma africâner, antes em inglês, para as matérias acadêmicas nas escolas secundárias negras. Para os estudantes negros a medida era uma ponte para o fracasso: para ter sucesso precisava ser fluente nos idiomas oficiais do país — inglês e africâner.

## Movimentos negros
A organização dos Estudantes Sul-Africanos (South African yy Organization) (1968) foi o primeiro grupo anti-apartheid de jovens negros e fazia parte do abrangente Movimento de Conscientização Negra que lutava para superar a opressiva sensação de inferioridade dos negros. Um dos seus fundadores, Steve Biko (1946-1977), desde cedo engajado na luta desarmada contra o apartheid, morreu aos 30 anos de idade, ao desafiar o "regime de banimento" a que estava submetido pelo governo que o proibira de se manifestar politicamente.